# Маршалл, Джек
Сэр Джон Росс «Джек» Маршалл (англ. John Ross «Jack» Marshall; 5 марта 1912 — 30 августа 1988) — новозеландский политик, 28-й премьер-министр Новой Зеландии (1972) от Национальной партии.

## Ранние годы
Маршалл родился в Веллингтоне. Детство и юность он провёл в Веллингтоне, Фангареи и Данидине, учился в высшей школе Фангареи и юношеской высшей школе Отаго. Он был способным спортсменом, в частности, занимался регби.
После окончания высшей школы Маршалл изучал право в колледже университета Виктории (ныне Университет Виктории в Веллингтоне). В 1934 году ему была присвоена степень бакалавра права, а в 1935 году — магистрата права. Одновременно он подрабатывал в юридической фирме.
В 1941 году с началом Второй мировой войны Маршалл вступил в армию и прошёл обучение на офицерских курсах. Первые несколько лет он служил на Фиджи, Норфолке, в Новой Каледонии и на Соломоновых островах, дослужившись до майора. В это же время он провёл 5 месяцев в США, обучаясь в военно-морской школе. В начале 1945 года Маршалл был назначен в подразделение новозеландской армии, проходил службу на Ближнем Востоке. Позже это подразделение участвовало в сражении на реке Сенио и освобождении Триеста.

## Член парламента
После войны Маршалл недолго был адвокатом, но вскоре его убедили выставить свою кандидатуру от Национальной партии в новом округе Маунт-Виктория на выборах 1946 года. Он победил с перевесом в 911 голосов, но вскоре был дисквалифицирован, поскольку в это время он выступал защитником правительства в одном из судебных разбирательств, тем самым нарушив правило, запрещающее политикам передавать дела собственным фирмам. Однако, поскольку Маршалл получил дело до своего избрания (и не мог повлиять на решение правительства передать дело ему), было очевидно, что нарушение отсутствует. Поэтому премьер-лейборист Питер Фрейзер отменил это решение.
Политические убеждения Маршалла сформировались в этот период и представляли собой сочетание либеральных и консервативных ценностей. Он выступал против неконтролируемой конкуренции капитализма, но также был против перераспределения средств, за что выступали социалисты — его идеалом было общество собственников под мягким руководством честного и справедливого правительства.
Вежливость и учтивость Маршалла были хорошо известны, и его иногда называли «Благородный Джек (Gentleman Jack)». Ему не нравился агрессивный стиль некоторых политиков, которому он предпочитал более спокойный и менее конфронтационный подход. Эти качества иногда воспринимались его противниками как слабость. Маршалл твёрдо верил в разум и прагматизм и не признавал популизм, свойственный многим современным ему политикам.

## Член правительства
На выборах 1949 года Маршалл сохранил своё кресло. Национальная партия получила достаточно мест, чтобы сформировать правительство, и Сидни Холланд стал премьер-министром. Маршалл был назначен министром, отвечающим за государственные корпорации (до 1953 года), а также личным помощником Холланда.
После выборов 1951 года Маршалл также стал министром здравоохранения. Во время выборов 1954 года его округ Маунт Виктория был упразднён, и он был успешно избран от другого избирательного округа Веллингтона — Карори. После выборов он оставил пост министра здравоохранения и был назначен министром юстиции и генеральным прокурором. На этих постах он выступал за сохранение смертной казни за убийство — последний раз смертный приговор в Новой Зеландии был приведён в исполнение в 1957 году, при Маршалле. Он также выступал за создание отдельного апелляционного суда.
Когда Сидни Холланд заболел, Маршалл входил в группу, которая убедила премьера уйти в отставку, после чего премьер-министром стал Кит Холиок, а Маршалл был избран заместителем лидера партии, одержав победу над Джеком Уоттсом.

## Заместитель премьер-министра
Вскоре после смены лидера Национальная партия проиграла выборы 1957 года лейбористам во главе с Уолтером Нэшем. Тем не менее Маршалл стал заместителем лидера оппозиции. Правительство Нэша не продержалось долго — его решительные меры по борьбе с экономическим кризисом сделали его непопулярным. Позже Маршалл признался, что кризис был спровоциорован неудачными действиями националистского правительства, хотя другие члены Национальной партии отрицали это. Лейбористы проиграли выборы 1960 года, и к власти вернулись националисты.
Маршалл снова стал заместителем премьер-министра. Он также занимал несколько других постов, в том числе, министра юстиции, промышленности и торговли, внешней торговли, иммиграции и таможен. Одним из его главных достижений было подписание торговых соглашений с Австралией и Великобританией. Маршалл также поддерживал отмену обязательного членства в профсоюзах, что было одним из предвыборных лозунгов Национальной партии, когда в конце концов правительство решило не отменять эту норму, отношения Маршалла с некоторыми из коллег стали натянутыми.
Маршалл был одним из главных сторонников сохранения смертной казни за убийство. Однако против этого выступали лейбористы во главе с сэром Арнольдом Нордмайером, и в 1961 году десять депутатов от Национальной партии в, том числе Роберт Малдун и Ральф Ханан, поддержали лейбористов и проголосовали за её отмену.
Нагрузка Маршалла все время возрастала, потому что Холиок складывал на него ответственность за дополнительные министерства. Маршалл также был под давлением непрерывных трудовых споров, в решении которых он играл заметную роль. Отношения Маршалла с министром финансов Робертом Малдуном стали очень натянутыми из-за недовольства Маршалла открытым вмешательством Малдуна в переговоры с рабочими. Маршалл также отвечал за создание Корпорации по компенсациям за несчастные случаи, которую он считал одним из своих главных достижений.

## Премьер-министр
7 февраля 1972 года Холиок ушёл в отставку с поста лидера Национальной партии и премьер-министра. На партийных выборах Маршалл одержал победу над Робертом Малдуном и стал премьер-министром, Малдун стал его заместителем. Маршалл стремился реорганизовать правительство, полагая, что оно стало инертным и негибким. Однако избиратели устали от долгого пребывания у власти националистов и считали, что этих реформ недостаточно. На выборах 1972 года победу праздновали лейбористы во главе с Норманом Кёрком. Маршалл стал лидером оппозиции.

## После отставки
4 июля 1974 года Маршаллу сообщили, что его отставка с поста лидера партии неизбежна. Узнав, что большинство его сторонников отказали ему в поддержке, Маршалл подал в отставку и его сменил Малдун. Основной причиной отставки Маршалла стала его неспособность противостоять очень популярному Норману Кёрку, спокойный стиль Маршалла не соответствовал агрессивной тактике, в которой нуждались националисты.
В 1974 году Маршаллу было пожаловано рыцарское звание (орден Британской империи), а в 1975 году он покинул парламент. Тем не менее он оставался активным деятелем Национальной партии, пользующимся общим уважением за долгие годы службы. Маршалл все сильнее критиковал Малдуна, обвиняя его в повышенной агрессивности и стремлении к контролю. Маршалл также выступал против спорного решения Малдуна разрешить визит сборной ЮАР по регби, представляющей режим апартеида в 1981 году.
Маршалл написал и издал несколько книг для детей, свои воспоминания и книгу по праву. Позднее он принял активное участие в деятельности различных благотворительных и культурных организаций, в том числе Шахматной ассоциации Новой Зеландии (ныне Федерация). Многие его поступки были связаны с его сильной христианской верой. Маршалл умер в Англии 30 августа 1988 года находясь там на конференции Объединённых библейских обществ.